# Ferdinand Domela Nieuwenhuis
Ferdinand Domela Nieuwenhuis (ur. 31 grudnia 1846 w Amsterdamie, zm. 18 listopada 1919 w Hilversum) – holenderski socjalista, parlamentarzysta i działacz anarchistyczny.

## Życiorys
Domela Nieuwenhuis skończył studia teologiczne; był ewangelicko-luterańskim pastorem w różnych miastach. W miarę upływu czasu stawał się ateistą, w końcu porzucił pracę pastora i zaangażował się w ruch socjalistyczny.
W 1881 r. został liderem Ligi Socjaldemokratycznej (niderl. Sociaal-Democratische Bond, SDB), organizacji socjalistycznej składającej się z różnych lokalnych ruchów. W 1887 r. Domela Nieuwenhuis został skazany na rok więzienia za obrazę majestatu w artykule prasowym (choć nie jest pewne, czy rzeczywiście był jego autorem).
W 1888 r. został wybrany do holenderskiego parlamentu, jako pierwszy poseł socjalistyczny. Zasiadał w parlamencie do 1891 r., kiedy zrezygnował z udziału w wyborach, rozczarowany parlamentaryzmem.
Od tego czasu zaczął skłaniać się ku anarchizmowi. Pociągnął za sobą część SDB, podczas gdy reszta w 1894 r. utworzyła nowe ugrupowanie, Socjaldemokratyczną Partię Robotniczą (niderl. Sociaal Democratische Arbeiders Partij). W tym samym roku SDB została zdelegalizowana.
Domela Nieuwenhuis był zwolennikiem anarchokomunizmu, z jego inicjatywy większość holenderskich anarchistów poparła ten nurt anarchizmu.
Był głównym organizatorem międzynarodowego kongresu antymilitarystycznego w Amsterdamie, w 1904 r., na którym powołano do życia Międzynarodowe Stowarzyszenie Antymilitarystyczne (Association Internationale Antimilitariste), w którym czołową rolę odgrywali rewolucyjni syndykaliści. W kwestii stosunku do I wojny światowej, która podzieliła międzynarodowy ruch anarchistyczny, Nieuwenhuis opowiedział się zdecydowanie przeciwko wojnie (razem m.in. z Errico Malatestą, Emmą Goldman, Aleksandrem Berkmanem, Rudolfem Rockerem).
Zajmował się działalnością publicystyczną i społeczną, uczestniczył w innych kongresach anarchistycznych. Zmarł 18 listopada 1919 r.